# Rebilus bulburin
Rebilus bulburin is een spinnensoort uit de familie Trochanteriidae. De soort komt voor in Queensland.